# Monohelea pallifemorata
Monohelea pallifemorata är en tvåvingeart som beskrevs av Remm 1980. Monohelea pallifemorata ingår i släktet Monohelea och familjen svidknott.
Artens utbredningsområde är Tadzjikistan. Inga underarter finns listade i Catalogue of Life.